# Бонте, Барт
Барт Бонте — бельгийский независимый разработчик игр, наиболее известный абстрактными головоломками, такими как Sugar (2012), Yellow (2017) и Green (2020). Выпускает свои игры под псевдонимом bontegames.

## Биография
Бонте родился в Брюгге, но позже переехал в Алтер. В детстве он много играл на компьютере Commodore Amiga и понял, что хочет стать разработчиком игр. В 2005 году Бонте разработал первую игру в жанре escape the room на Adobe Flash, названную Bonte Room. 1 ноября 2009 года он оставил работу, чтобы полностью сосредоточиться на разработке игр, и основал свою студию. К 2017 году он разработал и выпустил более 50 игр.

## Игры

### 2000—2010
- Bonte Room (2005)
- A Bonte Games Flashback: Bonte Room (2007)
- The Bonte Room 2 (2006)
- A Bonte Games Flashback: Bonte Room 2 (2007)
- Free the Bird (2006)
- A Bonte Games Flashback: Free the Bird (2008)
- Seen on Screen: An Online Puzzle Experiment (2006)
- A Bonte Games Flashback: Seen on Screen (2009)
- Fields of Logic (2007)
- Chicken Grow (2007)
- Loose the Moose (2007)
- A Bark in the Dark (2007)
- Factory Balls (2007)
- Doggnation (2008)
- Duck, Think Outside the Flock (2008)
- Factory Balls 2 (2008)
- Me and the Key (2009)
- Must Pop Words (2009)
- Full Moon (2009)

### 2010—2020
- Factory Balls 3 (2010)
- Klikwerk (2010)
- A Bonte Escape (2010)
- Me and the Key 2 (2010)
- Factory Balls, the Christmas Edition (2010)
- Sugar, Sugar (2011)
- 14 Locks (2011)
- Factory Balls 4 (2011)
- Sugar, Sugar, the Christmas Special (2011)
- Farafalla (2012)
- Sugar, Sugar 2 (2012)
- 40xEscape (2012)
- Furiosity (2012)
- A Blocky Christmas (2012)
- Off to Work We Go (2013)
- Me and the Key 3 (2013)
- A Bonte Christmas (2013)
- 25 (2014)
- Piksels (2014)
- In Drmzzz (2014)
- Sweet Drmzzz (2014)
- Pixels for Christmas (2014)
- tap tap tap (2015)
- Sugar, Sugar 3 (2015)
- Where is Cat? (2015)
- Christmas Cat (2015)
- What’s Inside the Box? (2016)
- Cat in Japan (2016)
- Blocky Xmas (2016)
- Yellow (2017)
- Song for a Bird (2017)
- Boo! (2017)
- Red (2018)
- Black (2018)
- Blue (2019)
- Factory Balls Forever (2019)

### С 2020
- Green (2020)
- Words For a Bird (2020)
- Pink (2021)
- Sugar (2021)
- Logica Emotica (2022)
- Purple (2024)

## Награды
- Yellow — Google Europe (2018)[9]
- Blue — Belgian Game Awards (2020)[10]
- Green — Webby Awards (2021)[11]